# سیتا (فیلم ۲۰۱۹)
سیتا (به انگلیسی: Sita) فیلمی هندی محصول سال ۲۰۱۹ و به کارگردانی تیجا است. در این فیلم بازیگرانی همچون کجال آگاروال، بلامکوندا سرینیواس، سنو سود و کوتا سرینیواسا راو ایفای نقش کرده‌اند.